# Amusco
Amusco – gmina w Hiszpanii, w prowincji Palencia, w Kastylii i León, o powierzchni 78,86 km². W 2011 roku gmina liczyła 438 mieszkańców.